# N'UNDO
n'UNDO es una organización española centrada en la arquitectura y el urbanismo sostenibles. A través de su metodología de No hacer, Deshacer y Rehacer, su forma de arquitectura se basa en la no construcción, minimización, reutilización y desmantelamiento. Por su trabajo han recibido múltiples premios nacionales e internacionales, tales como el Premio de Urbanismo Español del CSCAE 2022 o el Europan12 en 2014.

## Filosofía
La organización fue fundada en 2011 por Verónica Sánchez Carrero y Alejandro del Castillo en Madrid, España. Reúne a una comunidad de profesionales de distintos ámbitos y se basa en cuatro principios: no construcción, minimización, reutilización y desmantelamiento, bajo la premisa de que hay que anteponer lo colectivo a lo individual y la ciudad antes que a la casa,poniendo a las personas en primer lugar y considerando que es posible elevar la calidad de vida a través de quitar y restar elementos.A través del diálogo con los diferentes actores y a través de procesos participativos, buscan mejorar los resultados económicos, sociales y medioambientales siguiendo un principio de mínima intervención, respetando lo que ya existe y minimizando el uso de recursos. Entre otros ejemplos, pudieron demostrar que desmantelar edificios podía ser rentable y sostenible, y se aliaron con Greenpeace para que El Algarróbico fuera gestionado de forma sostenible hasta su desmantelamiento, mediante talleres o gestión de residuos, creando puestos de trabajo y costando menos que si hubiera sido solamente derruido.

## Premios y reconocimientos
- Premio de Urbanismo Español 2022 CSCAE.[1]
- Finalistas Premios Mad + de emprendimiento 2018.[8]
- Invitados Bienal de Venecia 2016.[9]
- Certificado de Excelencia de la Comisión Europea por UrbanUNDOTool 2017.[10]
- Finalistas V Premios Fundación Arquia 2016.[11]
- Primer premio Europan12 2014.[2]